# 다카사고 (방호순양함)
다카사고(일본어: 高砂)는 일본 제국 해군의 방호순양함으로 요시노급 방호순양함 2번함이다. 영국 엘스윅에 있는 암스트롱 휘트워스가 설계했다. 다카사고(高砂)라는 이름은 고베 근처의 효고현에 있는 지명에서 유래된 것이다.

## 개요
1893년에 준공한 1번함 요시노 보다 지연되어 청일 전쟁 이후인 1896년에 착공되었다.
일반적으로 ‘요시노형 방호순양함 2번함’이라고 부르지만, ‘다카사고형 방호순양함’ 1번함으로 요시노형과 독립적으로 분류하여 구분하기도 한다. 요시노와는 무장, 장갑 등에 차이가 있다. 이것은 원래 본함이 1896년 4월 (혹은 5월 29일)에 암스트롱 사 엘스윅 조선소에서 기공되어 건조 중인 방호순양함을 일본 해군이 구입한 것이기 때문이다. 따라서 엄밀하게는 요시노와 다카사고는 동형함이나 준동형함이라기보다는 실제로 칠레의 챠카부코급 방호순양함의 동형 함이라고 할 수 있다. 설계자는 요시노와 마찬가지로 필립 와츠이다.
1896년 5월 29일 영국 뉴캐슬의 엘스윅에 있는 암스트롱 휘트워스 조선소에서 기공 1898년 5월 17일에 준공을 하였고, 2등순양함으로 분류되었다. 같은 해 5월 25일, 사우스실즈를 출항하여 일본으로 돌아와 8월 14일에 요코스카 항에 도착했다.
의화단의 난이 발발한 1900년부터 이듬해에 걸쳐 즈푸, 산해관, 다구 방면에 출동했다. 1902년 6월 16일부터 18일까지 열린 에드워드 7세의 즉위 기념 관함식에 참석하기 위해 영국을 방문한 후 유럽 각국을 순방했다.
1904년 발발한 러일 전쟁에서는 여순항 해전, 황해 해전에 참가했다. 1904년 2월 9일 뤼순 앞바다에서 러시아 기선 만츄리아(Manchuria) (이후 공작함 ‘관동’)를 노획했다. 5월 15일 기뢰를 맞은 전함 야시마를 견인했다. 12월 13일 뤼순 항 밖에서 순찰 중에 기뢰에 부딪쳐 침몰하여 부장 이하 273명이 사망했다. 1905년 6월 1일, 상실을 공표했다. 같은 해 6월 15일에 제적되었다.

## 참고자료
- 해군역사보존회 『일본해군사 제7권』 (第一法規出版, 1995년)
- 잡지 「丸」 편집부 『사진 일본의 군함 제5권 중순양함I』 (고진샤, 1989년） ISBN 4-7698-0455-5
- 후쿠이 시즈오 『福井静夫 저작집 제4권 일본순양함 物語』 (고진샤, 1992년) ISBN 4-7698-0610-8